# EC 1.8.3
La EC 1.8.3 è una sotto-sottoclasse della classificazione EC relativa agli enzimi. Si tratta di una sottoclasse delle ossidoreduttasi che include enzimi che agiscono su donatori di elettroni aventi un gruppo solfuro ed ossigeno come accettore.

## Enzimi appartenenti alla sotto-sottoclasse
| numero EC  | nome accettato          |
| ---------- | ----------------------- |
| EC 1.8.3.1 | solfito ossidasi        |
| EC 1.8.3.2 | tiolo ossidasi          |
| EC 1.8.3.3 | glutatione ossidasi     |
| EC 1.8.3.4 | metanotiolo ossidasi    |
| EC 1.8.3.5 | prenilcisteina ossidasi |